# Donieck (Rosja)
Donieck (ros. Донецк, do 1955 Gundorowka) – miasto w południowej Rosji, w obwodzie rostowskim, przystań nad Dońcem. 
Założony przez dońskich kozaków w 1681 jako osada Gundorowka. Od 1945 – obóz roboczy, a od 1951 – miasto Gundorowka. W 1955 r. zmieniło nazwę na Donieck; nazwę miasto zawdzięcza lokalizacji nad Dońcem. 
Miasto znajduje się w północno-wschodniej części Donieckiego pasma górskiego, na brzegu Dońca, 8 km od stacji kolejowej Izwarino, 171 km na północ od Rostowa.
W Doniecku znajduje się stały punkt celny „Donieck–Izwarino” na granicy z Ukrainą. Przez Donieck przechodzi droga federalna A260 (Dniepr–Wołgograd).